# Tomoyoshi Ono
Tomoyoshi Ono (小野 智吉, Ono Tomoyoshi) est un footballeur japonais né à Yokohama le 12 août 1979.